# Holly Bradshaw
Holly Bethan Bradshaw (nascida Bleasdale em Preston, 2 de novembro de 1991) é uma atleta britânica especialista no salto com vara.

## Carreira

### Rio 2016
Holly Bradshaw representou seu país na Rio 2016, após se qualificar para as finais. Ficou em quinto lugar com 4.70m.